# Shontelle
 (juin 2020).
Shontelle Layne (née le 4 octobre 1985), plus connue par son prénom Shontelle, est une chanteuse et un auteur-compositeur de R'n'B de la Barbade. Elle a sorti son premier album avec un petit succès Shontelligence en novembre 2008.

## Biographie
Shontelle Layne est née le 4 octobre 1985 à Saint James (Barbade), de Raymond et Beverley Layne et est la plus âgée des trois sœurs. Shontelle a déclaré qu'elle était très sportive quand elle était jeune, participant à l'athlétisme tout en excellant à l'école. La tante de Shontelle, Kim Derrick, une chanteuse célèbre des Caraïbes, a reconnu le talent de Shontelle quand elle était jeune et l'a encouragée à poursuivre le chant. Au lycée, Shontelle participe à un groupe appelé Cadets dans laquelle elle a été un sergent de Rihanna, qui a fait naître une amitié.
Shontelle devint plus tard une étudiante en droit du divertissement au Harrison College. Elle a fait partie du campus de l'Université des Indes occidentales en Barbade et elle était sur le point de devenir une avocate quand Carl Sturken et Evan Rogers ont entendu Roll à la radio, une chanson que Shontelle avait coécrit pour un autre artiste de la Barbade. Cela a incité les deux à la retrouver pour créer une reprise de la chanson, après avoir découvert son talent, ce qui plus tard, l'a amenée aux États-Unis à la fin 2007 et la fit signer chez SRC Records.

## Carrière

### Shontelligence(2008–2009)
Shontelle a commencé à travailler sur son premier album studio au début de 2008, et a terminé l'album en six mois. Le titre de l'album lui a été donnée par l'ingénieur de l'album qui a utilisé le mot « shontelligence » comme une plaisanterie, après que Shontelle et ses producteurs aient joué à un jeu qui consistait à faire des mots à partir de son nom. T-Shirt, le premier single de Shontelle, est sorti en juillet 2008 et atteint la 36e place du Billboard Hot 100, en devenant un succès modéré. Toutefois, il a été un succès au Royaume-Uni, en atteignant le Top 10.
Le premier album de Shontelle, Shontelligence, est sorti le 18 novembre 2008 avec des critiques mitigées. L'album atteint la 115e place du Billboard 200, vendant 5 000 disques dans sa première semaine. Toutefois, il atteint la 25e place du classement R&B/Hip-Hop Albums. Il est ressorti le 10 mars 2009. Le second single, Stuck with Each Other, avec Akon, est sorti en février 2009 aux États-Unis et en mai 2009 au Royaume-Uni. Le single n'a pas fait partie des classements aux États-Unis, mais a atteint la 23e place au Royaume-Uni. Shontelle a fait une tournée en tant que 1re partie du New Kids on the Block World Tour au Royaume-Uni en janvier 2009. Shontelle a fait également la première partie du I Am... Tour de Beyoncé Knowles de mai à juin 2009 durant la partie au Royaume-Uni.
Shontelle a également présenté My Prom Style! et la saison de télé-réalité de mode Universal Motown's 2009 Ultimate Prom. Elle s'est produite à un bal de promotion à New York en juin 2009, mais d'abord, elle a dirigé trois étudiants à un concours pour concevoir la robe que la chanteuse Kat DeLuna, la tête d'affiche, porterait au concert Ultimate Prom.

### No Gravity(2009–présent)
Le deuxième album de Shontelle, No Gravity, va sortir le 21 septembre 2010. L'album sortira au Royaume-Uni en novembre. Elle a déjà annoncé que l'album serait expérimental et qu'elle voulait changer son son sur le disque. Le premier single, Impossible, est sorti en février 2010 en téléchargement, mais n'a pas obtenu le succès jusqu'en mai 2010, quand il a débuté de façon inattendue dans le Top 40 du Billboard Hot 100. Il est devenu depuis son single avec le plus de succès à ce jour, atteignant la 13e place dans le Hot 100.
Shontelle a fait la première partie de la tournée de 2010 To The Sky Tour de Kevin Rudolf.

## Vie personnelle

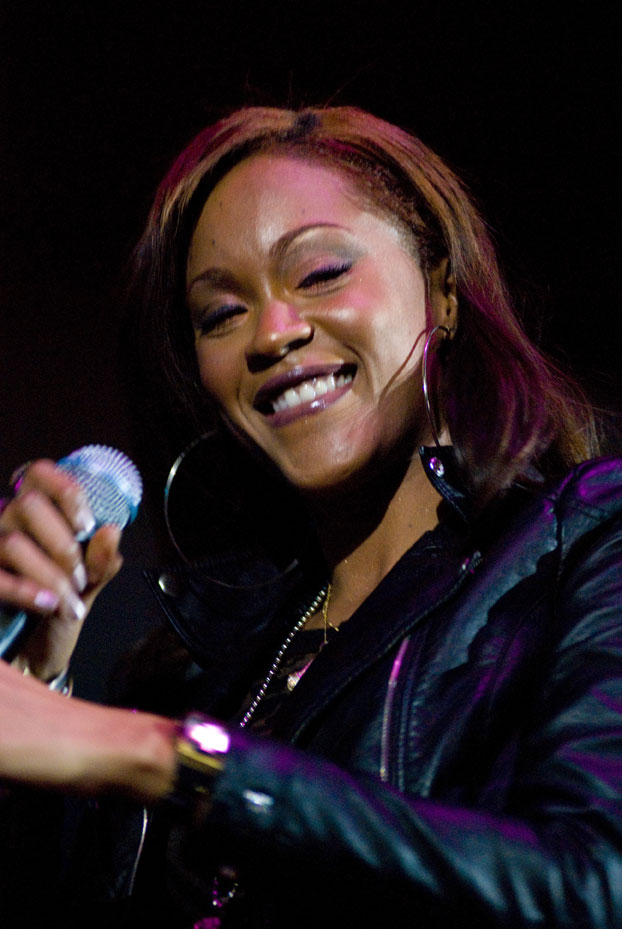
Shontelle le décembre 2008 à l'Allstate Arena Outside à Chicago.

Shontelle a confirmé en mars 2010 qu'elle sortait avec l'auteur-compositeur-interprète et mannequin Steph Jones, qui a joué son petit ami dans la vidéo de son single Impossible.

## Discographie
Albums studio
- 2008 : Shontelligence
- 2010 : No Gravity

## Tournées
- 2009: I Am... Tour (1re partie) de Beyoncé Knowles
- 2010: To the Sky Tour de Kevin Rudolf (1re partie)[11]